# Dolichomitus bivittatus
Dolichomitus bivittatus är en stekelart som beskrevs av Henry Keith Townes, Jr. 1975. Dolichomitus bivittatus ingår i släktet Dolichomitus och familjen brokparasitsteklar. Inga underarter finns listade i Catalogue of Life.